# Tomasz Komorowski
Tomasz Komorowski  (* 12. November 1963) ist ein polnischer Mathematiker, der sich mit Stochastik und partiellen Differentialgleichungen befasst.
Komorowski studierte Mathematik an der Maria-Curie-Skłodowska-Universität Lublin mit dem Diplom 1987, erhielt 1992 an der Michigan State University in East Lansing einen Master-Abschluss und wurde 1994 am Courant-Institut bei George Papanicolaou promoviert (Limit theorems for motion in random fields). 1996/97 war er an der ETH  Zürich und 1997/98 Neyman Professor für Statistik in Berkeley. 2001 wurde er an der Jagiellonen-Universität in Krakau habilitiert (Central limit theorem for diffusions  in random media). Ab 1998 war er an der Universität Lublin, 2008 erhielt er den Professoren-Titel und ab 2011 war er Professor am Institut für Mathematik der Polnischen Akademie der Wissenschaften in Warschau.
Er befasst sich mit stochastischen Prozessen, statistischer Mechanik, mathematischer Theorie der Turbulenz, Zufallsmedien und Systemen unendlich vieler Teilchen, Ergodentheorie und Geometrie von Banachräumen.
2011 erhielt er den Stefan-Banach-Preis der Polnischen Mathematischen Gesellschaft.

## Schriften
- mit Claudio Landim, Stefano Olla: Fluctuations in Markov processes : time symmetry and martingale approximation, Grundlehren der mathematischen Wissenschaften 345, Springer 2012